# Старшинство в чине военных Российской империи
Старшинство в чине военных Российской империи — временной показатель для ранжирования имеющих одинаковые чины офицеров и генералов Русской императорской армии, Российского императорского флота, Корпуса инженеров путей сообщения (1809—1868), Корпуса горных инженеров (1834—1866) и Корпуса лесничих (1839—1867).

## Правила определения старшинства офицеров

### Общее правило
Старшинство в чине офицеров определялось, по общему правилу, днём высочайшего приказа о производстве или тем днём, который указан в самом приказе, а при производстве в чин за военный подвиг — днём совершения подвига. Из производимых одновременно получают старшинство те, кто стоял старше в предыдущем чине, а равно произведённые за отличие — перед произведёнными на вакансии. При производстве в первый офицерский чин старшинство определяется званием: фельдфебели училищ ставятся старше портупей-юнкеров, последние — старше юнкеров; при равенстве званий — суммой выпускных баллов (кроме воспитанников пажеского корпуса, которые становятся выше всех сверстников тех же званий); при равных баллах — старшинство училищ.

### Возвращение из отставки или гражданской службы
После возвращения из отставки или перехода из гражданской службы старшинство изменялось, чтобы не обижать тех, кто оставался служить, особенно младших в чине. В таких случаях старшинство сдвигалось на время, проведённое вне службы. Так, А. П. Ермолов, произведённый в генералы от инфантерии 20 февраля 1818 года, вышел в отставку 29 марта 1827 года. Когда в 1831 году он был вновь принят на службу, Главный штаб установил старшинство «за вычетом 3-х лет и 11 месяцев бытности его в отставке, следует считать с 21 января 1822 года. По генеральскому списку он состоит между генералов: от артиллерии князя Яшвиля и инфантерии Капцевича; до увольнения же от службы стоял между генералов князя Волконского и Эссена».
При выходе в отставку военнослужащий получал, как правило, следующий чин, если только состоял в прежнем больше года, однако при возвращении из отставки ему возвращался предыдущий чин. Иногда следовал приказ императора о принятии с чином, который генерал имел в отставке, но без указания старшинства. В таком случае возвращалось прежнее старшинство, но оно считалось по младшему чину: полный генерал числился в списках генерал-лейтенантов, генерал-лейтенант — среди генерал-майоров.

### Особенности старшинства генерал-майоров
Для полковников существовал особый порядок производства в генерал-майоры: со старшинством на основании манифеста 1762 года. Этим порядком могли быть производимы полковники, занимавшие генеральские должности, но не выслужившие установленного срока на производство. Им велись особые списки и для них старшинство в чине генерал-майора определялось днём наступления установленного срока службы в чине полковника, то есть пожалованный таким образом в генерал-майоры получал старшинство в этом чине позже пожалования. Этот порядок не соблюдался в тех случаях, когда производство в чин генерал-майора мотивировалось боевым отличием. Так, во время Русско-турецкой войны 1806—1812 годов И. Ф. Паскевич был пожалован генеральским чином менее чем через полтора года после производства в полковники, при этом старшинство в чине генерал-майора исчислялось со дня подписания соответствующего высочайшего приказа.

## Старшинство воинских частей
Старшинство воинских частей определялось временем сформирования, а если на образование полка или другой части было выделено не менее 6 рот из состава другого — временем сформирования последнего.

## Справочники для определения старшинства
В Российской империи периодически издавались списки офицерам по старшинству и списки генералам по старшинству.